# Lepospondyli
lépospondyles
Sous-classe
Les lépospondyles (Lepospondyli) forment une sous-classe fossile d'amphibiens reptiliomorphes apparue au Carbonifère et disparue au Permien inférieur[réf. nécessaire].
Six clades différents sont connus : achérontiscidés, adélospondyles, aïstopodes, lysorophiens, microsauriens et nectridés.

## Description
Les lépospondyles forment un groupe de petites espèces. Cette sous-classe est très diverse car elle contient des espèces ressemblant à des serpents, des tritons, des lézards, certains aquatiques, d'autres plutôt terrestres ou semi-aquatiques. Diplocaulus, le genre le plus connu en raison de la forme falciforme du crâne, regroupait plusieurs espèces pouvant atteindre un mètre de long : ce sont les plus grands lépospondyles connus et Sauropleura de Tchéquie avec sa très longue queue.
Ils vivaient dans les mêmes niches écologiques spécifiques que leur contemporains temnospondyles. Les lépospondyles se distinguent parmi les stégocéphales par leurs vertèbres originales, en forme de bobine.
Aucun ancêtre certain n'est connu, et l'on ne sait d'ailleurs pas si ce taxon est monophylétique. 
Pendant longtemps, ils ont été considérés comme l'une des trois sous-classes d'amphibiens (les deux autres étant les temnospondyles et les reptiliomorphes),,. Plus récemment, il a été suggéré que les Lepospondyli pouvaient être liés, voire les ancêtres des amphibiens modernes ainsi que des amniotes (reptiles, oiseaux, mammifères). D'autres scientifiques les voient comme un groupement artificiel (paraphylétique), dont certains groupes seraient liés aux batraciens (Batrachomorpha), mais pas aux amniotes, ou totalement à l'inverse comme un groupe monophylétique étroitement liée à l'ascendance des amniotes mais pas aux amphibiens modernes.
Leur aire de distribution est limitée à l'Europe et l'Amérique du Nord sauf pour les membres du clade des nectridés.